# Малый Керас
Малый Керас, Малый Корас — река в России, протекает в Подосиновском районе Кировской области. Устье реки находится в 26 км по левому берегу реки Кая. Длина реки составляет 11 км.
Исток реки находится в заболоченном лесу в 34 км к юго-востоку от посёлка Подосиновец. Течёт на юго-запад по ненаселённому лесу, в верховьях протекает небольшое Керасское озеро.

## Данные водного реестра
По данным государственного водного реестра России относится к Камскому бассейновому округу, водохозяйственный участок реки — Вятка от города Киров до города Котельнич, речной подбассейн реки — Вятка. Речной бассейн реки — Кама.
По данным геоинформационной системы водохозяйственного районирования территории РФ, подготовленной Федеральным агентством водных ресурсов:
- Код водного объекта в государственном водном реестре — 10010300312111100035072
- Код по гидрологической изученности (ГИ) — 111103507
- Код бассейна — 10.01.03.003
- Номер тома по ГИ — 11
- Выпуск по ГИ — 1